# TIW-Survivors
TIW-Survivors is een honkbal- en softbalvereniging in Amsterdam in de Nederlandse provincie Noord-Holland.

## Honkbal
De vereniging heeft 3 herenhonkbalteams. In het verleden kwam het eerste team uit in de eerste klasse (nu de overgangsklasse).Tegenwoordig (2020) speelt dit team in de tweede klasse van de KNBSB.
Sinds 2016 is de club Vatos opgenomen in de vereniging.

## Softbal
De vereniging heeft een heren- en twee damessoftbalteams. Het eerste damesteam speelt in de 4e klasse van de KNBSB. Het herenteam komt uit in de tweede klasse.

## Jeugd
De vereniging heeft twee BeeBallteams (Rookie en Major league), elk een honk- en softbal pupillenteam. Bij de junioren zijn er een honkbal en twee softbal teams. In de BeeBall en pupillen teams spelen zowel jongens als meisjes.

## Accommodatie
De vereniging beschikt over 1 honkbal- en 1 softbalveld en een clubhuis op het sportpark 'De Diemen' te Diemen.

## Bekende (oud-)spelers
- Dirk van 't Klooster, interlands: 164